# Мол, Яп
Якоб (Яп) Мол (нидерл. Jacob "Jaap" Mol; 3 февраля 1912, Ког-ан-де-Зан, Северная Голландия — 9 декабря 1972, Амстердам) — нидерландский футболист, игравший на позиции нападающего, выступал за команды КФК, ДВС и ЗФК.
В составе национальной сборной Нидерландов провёл 5 матчей и забил 1 гол.

## Ранние годы
Якоб Мол родился 3 февраля 1912 года в городе Ког ан де Зан, в семье Франса Мола и Гетрёйды Кейзер. Он был младшим ребёнком в семье из десяти детей. У его отца было ещё четверо детей от первого брака.

## Клубная карьера
Мол выступал за футбольный клуб КФК, играя на позиции нападающего. Его старший брат Вим также играл за этот клуб и был защитником. В сезоне 1933/34 Мол забил за клуб в чемпионате 23 гола. В июле 1935 года Яп покинул клуб и стал тренером в команде ВРК из Вестзана, однако в январе 1936 года он возобновил игровую карьеру в клубе ДВС из Амстердама. Два года спустя нападающий перешёл в клуб ЗФК из Зандама.
В мае 1941 года Мол был отстранён от участия в матчах чемпионата из-за нарушения финансового регламента Футбольного союза Нидерландов. Спустя два месяца специальная комиссия дисквалифицировала футболиста на пять лет.

## Выступления за сборную
В мае 1931 году Яп получил вызов в сборную Северной Голландии, а спустя шесть месяцев был вызван в сборную Нидерландов. Его дебют состоялся 29 ноября 1931 года в товарищеском матче против сборной Франции, состоявшемся на стадионе «Ив дю Мануар». Счёт открыли хозяева поля, но уже на 12-й минуте Вим Лагендал сравнял счёт, а на 23-й минуте Яп Мол вывел свою команду вперёд. Встреча завершилась победой «оранжевых» со счётом 3:4.
В 1932 году Яп сыграл три матча за сборную — дважды против бельгийцев и один раз против сборной Ирландии. В последний раз в составе национальной команды он выходил на поле 10 мая 1934 года против сборной Франции. В конце мая 1934 года Мол отправился в составе сборной на чемпионат мира, который проходил в Италии. Его команда выбыла уже на стадии первого раунда, проиграв Швейцарии, а сам нападающий так и не сыграл на турнире.
Затем он выступал за вторую сборную Нидерландов.

## Статистика

### Матчи Мола за сборную Нидерландов
| Матчи Мола за сборную Нидерландов | Матчи Мола за сборную Нидерландов | Матчи Мола за сборную Нидерландов | Матчи Мола за сборную Нидерландов | Матчи Мола за сборную Нидерландов | Матчи Мола за сборную Нидерландов |
| --------------------------------- | --------------------------------- | --------------------------------- | --------------------------------- | --------------------------------- | --------------------------------- |
| №                                 | Дата                              | Соперник                          | Счёт                              | Голы Мола                         | Соревнование                      |
| 1                                 | 29 ноября 1931                    | Франция                           | 4:3                               | 1                                 | Товарищеский матч                 |
| 2                                 | 20 марта 1932                     | Бельгия                           | 4:1                               | —                                 | Товарищеский матч                 |
| 3                                 | 17 апреля 1932                    | Бельгия                           | 2:1                               | —                                 | Товарищеский матч                 |
| 4                                 | 8 мая 1932                        | Ирландия                          | 0:2                               | —                                 | Товарищеский матч                 |
| 5                                 | 10 мая 1934                       | Франция                           | 4:5                               | —                                 | Товарищеский матч                 |

Итого: 5 матчей / 1 гол; 3 победы, 0 ничьих, 2 поражения.

## Личная жизнь
Работал разнорабочим и швейцаром в гражданской больнице Амстердама. Играл на аккордеоне и даже брал его с собой в Италию, во время поездки на чемпионат мира.
Яп женился в возрасте двадцати двух лет. Его избранницей стала 20-летняя Мария Герарда Мигис, уроженка Роттердама. Их брак был зарегистрирован 9 января 1935 года в Зандаме, а венчание состоялось в местной церкви Святого Бонифация. В конце сентября 1937 года в их семье родилась дочь.